# Denise Dresser
Denise Eugenia Dresser Guerra (Ciudad de México, 22 de enero de 1963) es una académica, politóloga y escritora mexicana. Dresser es profesora del Instituto Tecnológico Autónomo de México, columnista de la revista Proceso, editorialista del periódico Reforma, y participó durante 13 años en el programa Es la hora de opinar de Foro TV. Fue condecorada con la Legión de Honor de la República Francesa en grado de Caballero, máxima distinción que otorga el gobierno de Francia a ciudadanos y a extranjeros, por su defensa de la libertad de expresión y derechos humanos. Ha sido nombrada por la revista Forbes como una de las 100 mujeres más poderosas en México y como una de las 50 mujeres más influyentes en Twitter.

## Biografía
Denise Dresser obtuvo la licenciatura en Relaciones Internacionales en el Colegio de México, y la maestría y el doctorado en Ciencias Políticas en la Universidad de Princeton. Es especialista en ciencias políticas y es profesora en el Instituto Tecnológico Autónomo de México (ITAM), donde ha impartido cursos de política comparada y política mexicana contemporánea desde 1991.  Es autora de numerosos artículos sobre política mexicana contemporánea y las relaciones entre México-Estados Unidos. Ella es la nieta del atleta estadounidense y director general de General Motors en México Ivan Dresser.
Ha sido investigadora visitante en el Centro de México-Estados Unidos de la Universidad de California, San Diego, en el Centro de Estudios Internacionales de la Universidad del Sur de California, en el Diálogo Interamericano en Washington D. C., y profesora visitante en la Universidad de California, Berkeley y la Universidad de Georgetown. Ha recibido becas para la investigación de la Comisión Fulbright, la OEA, la Universidad de Princeton, y la Fundación Rockefeller. Algunos fragmentos de textos suyos fueron incluidos por el dramaturgo Humberto Robles en la obra de teatro documental Mujeres de arena, texto que aborda los feminicidios en Ciudad Juárez.
Fue miembro del Comité Ciudadano de Apoyo a la Fiscalía Especial para Movimientos Políticos y Sociales del Pasado y Consejera de la Comisión de Derechos Humanos del Distrito Federal. Es miembro fundadora de la Asociación Mexicana del Derecho a la Información (AMEDI) y de la Coalición Ciudadana "Defendamos el Bosque y la Ciudad".
Ha publicado en los periódicos La Opinión de Los Ángeles, Los Ángeles Times y The New York Times. Ha sido comentarista del programa Detrás de la noticia y conductora del programa Entre versiones en CNI Canal 40. Participó en otros programas de televisión como El cristal con que se mira de Víctor Trujillo, en el segmento de la mesa de los periodistas. También ha sido analista de la Mesa política de Radio Monitor con José Gutiérrez Vivó. Hacía un comentario semanal en W Radio. Hasta 2015 participaba en la Mesa política de Carmen Aristegui. Condujo El País de uno en Canal 22. En 2011 participó expresando una opinión en la película De panzazo, en el cual habla sobre la educación en México.

## Publicaciones
Es coordinadora del libro Gritos y susurros: experiencias intempestivas de 38 mujeres y produjo la serie de televisión del mismo nombre. También coordinó Gritos y susurros II: experiencias intempestivas de otras 39 mujeres. Escribió, en colaboración con el novelista Jorge Volpi, México: lo que todo ciudadano quisiera (no) saber de su patria, una visión satírica del sistema político mexicano. La editorial Aguilar publicó su libro El País de uno: reflexiones para entender y cambiar a México, en el cual propone su ideario basado en diez puntos para transformar al país.

## Activismo
Su trabajo como activista en los noventa se concentró en la lucha por elecciones libres y justas. A partir de la elección del 2000, con el fin del régimen priísta, ha trabajado en numerosas iniciativas de la sociedad civil para mejorar la democracia mexicana. Fue observadora electoral de Alianza Cívica. Participó en la propuesta "Ley 3de3" para garantizar la transparencia de los funcionarios de gobierno. Actualmente participa en dos organizaciones de la sociedad civil - "Seguridad sin Guerra" y "Fiscalía que sirva" - las cuales buscan combatir la militarización del país y la creación de una Fiscalía independiente del poder ejecutivo. 
Ha expresado su abierta oposición a las prácticas monopólicas en México, especialmente en contra de la llamada Ley Televisa, que, de acuerdo a su opinión, favorece al duopolio televisivo de Grupo Televisa y TV Azteca. La ley fue declarada inconstitucional por la Suprema Corte de Justicia. También ha expresado opiniones en contra de Carlos Slim, el quinto hombre más rico del mundo y el magnate más poderoso del país que aglutina casi en su totalidad la red telefónica mexicana.
Ha estado activa con ciertos grupos feministas, así como en la lucha por la despenalización del aborto y los derechos de la comunidad LGBTQ+. Colaboró con el Grupo Interdisciplinario de Expertos Independientes para Ayotzinapa, el grupo enviado por la Comisión Interamericana de Derechos Humanos para la investigación de los 43 estudiantes desaparecidos.  

### Polémicas
El 2 de octubre de 2022, durante la marcha conmemorativa por los hechos ocurridos en Tlatelolco en 1968, decidió, en una fecha especialmente significativa para algunos grupos políticos, presentarse en forma provocadora en el Zócalo capitalino y fue increpada por otros manifestantes, Dresser declaró: “Jamás pensé vivir en un país donde se corriera a alguien por manifestarse en el Zócalo, espacio de todas y todos".
En noviembre de 2023 la sala especializada del TEPJF determinó de manera unánime que Dresser cometió violencia política de género contra la diputada Andrea Chávez Treviño, con motivo de expresiones estereotipadas como “es un tema de faldas”, “tener a la novia en la campaña” y otras similares, utilizadas para descalificar a la diputada. Por ello, le fue impuesta una multa de poco más de 20 mil pesos y fue inscrita en el registro nacional de personas sancionadas por violencia política de género por un periodo de un año y seis meses.
Dresser ha sido señalada de ser una informante de la embajada norteamericana en México, con motivo de un cable filtrado, en el contexto del fenómeno global de las filtraciones expuestas por WikiLeaks, acorde con el cual, la politóloga acudió en varias ocasiones a la legación extranjera a alertar en contra de una posible victoria del candidato presidencial de la Coalición Por el Bien de Todos en 2006.
Causó polémica el que expusiera en la red social X un comentario pidiendo que todos los morenistas se fueran a vivir a Iztapalapa, encontrándose con réplicas sobre clasismo y racismo en razón a este comentario, así como señalamientos de ser promotora de un discurso de odio. Posteriormente eliminaría la publicación. El diputado por esta demarcación, Gerardo Fernández Noroña, al dar respuesta a través de la misma red social, se refirió a ella como “agente de la CIA”, afirmó que era un orgullo representar a la alcaldía y concluyó su mensaje con “Larga vida al pueblo de Iztapalapa”.
Fue también objeto de polémica el que señalara en una mesa de opinadores de un programa de internet, que los mexicanos “se pusieron las cadenas que nosotros les quitamos”, desatando con ello algunas críticas por otros comentaristas y usuarios de redes sociales.
En un video corto difundido por ella a través de la red social de TikTok, lanzó un comentario en donde le deseaba la muerte a la presidenta Claudia Sheinbaum: “Lo mejor que podría sucederle es que el alma se le desprendiera del cuerpo y quedara atrapada en una de esas fosas”.

## Premios
En 2009 ganó el Premio Nacional de Periodismo en la categoría de mejor artículo de fondo por Carta abierta a Carlos Slim, junto con la periodista Carmen Aristegui y el escritor Carlos Monsiváis. El premio es entregado anualmente por el Consejo Ciudadano del Premio Nacional de Periodismo “bajo las premisas de autonomía, independencia, imparcialidad, pluralidad y responsabilidad”.
Fue condecorada con la Legión de Honor de la República Francesa en grado de Caballero, máxima distinción que otorga el gobierno de Francia a ciudadanos y a extranjeros, por su defensa de la libertad de expresión y derechos humanos.